# Montée du Boulevard
La montée du Boulevard est une voie du quartier des pentes de la Croix-Rousse qui fait la limite entre le 1er arrondissement et 4e arrondissements de Lyon, en France.

## Situation et accès
Elle débute montée Bonafous avec des escaliers qui montent au niveau de la rue Lebrunavec une voie très courte qui permet quelques places de stationnement. Les escaliers continuent ensuite pour se terminer place Bellevue. 

## Origine du nom et histoire
La voie est sur le rempart extérieur du bastion Saint-Laurent et reprend le tracé d'un fragment du chemin de ronde des remparts dits de Saint-Clair. Son nom actuel, attesté en 1831vient du fait que la montée se dirige vers l'est du boulevard de la Croix-Rousse.